# Cristina Serra

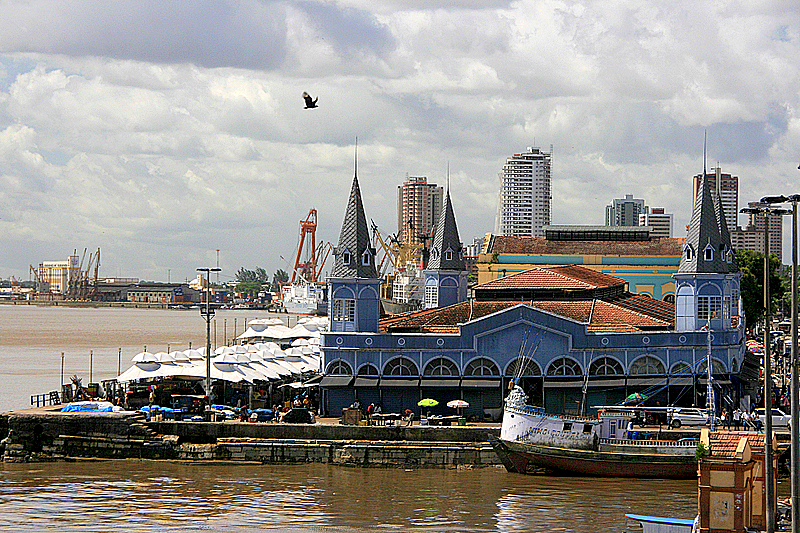
Vista do mercado Ver-o-Peso, em Belém, terra natal da jornalista.

Cristina Ferreira Serra (Belém do Pará, 10 de março de 1963) é uma jornalista e escritora brasileira. Trabalhou durante 26 anos na Rede Globo e foi comentarista do canal de YouTube MyNews. Atualmente, integra a equipe do site Metrópoles e do ICL Notícias.

## Biografia
Filha de um professor universitário químico industrial e de uma professora primária, Cristina Serra nasceu em 10 de março de 1963 em Belém, Pará.
Estudou da alfabetização ao vestibular no Colégio de Aplicação da Universidade Federal do Pará, e no fim da adolescência, período ainda da Ditadura Militar, entrou para a Universidade Federal do Pará e mergulhou fundo no movimento estudantil, tornando-se presidente de centro acadêmico local e representante na União Nacional dos Estudantes (UNE), vinculando-se também à Sociedade Paraense de Defesa dos Direitos Humanos.
Ainda na adolescência, engravidou e teve uma filha, Marina.
Iniciou sua carreira em Belém, mais precisamente no jornal Resistência, da Sociedade Paraense de Defesa dos Direitos Humanos, ainda no final da Ditadura Militar. Mais tarde, em 1983, mudou-se para o Rio de Janeiro onde se formou em Jornalismo pela Universidade Federal Fluminense (UFF). Antes de ter atuado em televisão, ela fez um estágio de três meses no jornal O Globo e depois continuou no mesmo órgão como jornalista freelancer até a formação. Passou ainda pelo Jornal do Brasil (1986) e pela revista Veja.
Na TV Globo, onde tem trabalhado pela maior parte de sua carreira, começou como repórter no RJTV e passou um tempo no Bom Dia Rio para aprender a fazer entradas ao vivo. Ficou impressionada ao cobrir de perto o drama dos cidadãos comuns da Baixada Fluminense. Após quatro anos (1990-1994), foi para o Jornal do Brasil (sucursal Brasília) e um ano depois aceitou um convite da TV Globo Brasília para ser repórter.

### Correspondente em Nova York
Entre 2002 e 2005, foi correspondente da emissora em Nova York. A jornalista chegou antes do primeiro aniversário do 11 de setembro e revelou em entrevista:
A cidade, assim como o restante dos Estados Unidos, ainda vivia um clima de tensão muito forte. E o governo Bush fazia questão de lembrar isso a todo o momento, porque boa parte do apoio dele vinha daí. Polícia na rua, polícia no metrô, podiam revistar a mochila. Você sentia no ar uma tensão muito grande. Depois, a coisa foi desanuviando.
Durante este período, Cristina cobriu a ofensiva norte-americana no Iraque, registrando, dentre os fatos decorrentes, a repercussão da morte do diplomata brasileiro Sérgio Vieira de Mello, vítima de caminhão bomba. Viajou a Indonésia para cobrir a passagem de um tsunami que causou destruição em diversos países e vitimou cerca de 220 mil pessoas.

### Retorno ao Brasil
Depois que voltou ao Brasil, a jornalista teve uma experiência com a apresentação e co-apresentação eventual de programas da Globo News, como Espaço Aberto e J10.
Em 2012, Cristina apresentou as notícias políticas no Bom Dia Brasil, durante folgas de Zileide Silva. No mesmo ano começou a participar do quadro As Meninas do Jô, do Programa do Jô, juntamente com outras jornalistas conceituadas como Lilian Witte Fibe e Cristiana Lobo, elas opinavam no bloco sobre diversos temas de interesse como direitos humanos, política, economia, saúde etc.
Em 2015, retornou para a Rede Globo no Rio de Janeiro, onde trabalhou no programa Fantástico. Nesta nova fase, Cristina conseguiu enfatizar ainda mais a defesa dos direitos humanos, pela qual é apaixonada, com a realização de grandes reportagens sobre temas como racismo, agressão à mulher e corrupção. Em 31 de janeiro de 2018, após 26 anos, a repórter anunciou sua saída da emissora
Em 12 de março de 2018, estreou como comentarista do canal de YouTube MyNews, no programa "Segunda Chamada", apresentado por Antonio Tabet e com participações de Mara Luquet, Gabriel Azevedo e Mariliz Pereira Jorge.
Desde maio de 2022 é comentarista de política no programa jornalístico independente ICL Notícias, no YouTube, o programa é comandado pelo empresário Eduardo Moreira.

## Prêmios
- 2018 - Prêmio Sistema FIEPA de Jornalismo - troféu Personalidades da Comunicação [14]

## Obra
- 2018 - Tragédia em Mariana – A história do maior desastre ambiental do Brasil. Editora Record. ISBN 9788501115737 [15]